# Titularbistum Mevania
Mevania ist ein Titularbistum der römisch-katholischen Kirche. 
Es geht zurück auf ein früheres Bistum der antiken Stadt Mevania (heute Bevagna) in der italienischen Landschaft Umbrien.
| Titularbischöfe von Plestia |                                                    |                                        |                   |                   |
| Nr.                         | Name                                               | Amt                                    | von               | bis               |
| 1                           | Jesús Mateo Calderón Barrueto OP                   | Weihbischof in Ica (Peru)              | 13. März 1969     | 3. November 1972  |
| 2                           | José de Jesús Tirado Pedraza                       | Weihbischof in Monterrey (Mexiko)      | 25. Januar 1973   | 7. Dezember 1976  |
| 3                           | Fortunato Baldelli Titularerzbischof pro hac vice  | Apostolischer Nuntius Kurienerzbischof | 12. Februar 1983  | 20. November 2010 |
| 4                           | Marcello Bartolucci Titularerzbischof pro hac vice | Kurienerzbischof                       | 29. Dezember 2010 |                   |